# هاري بلوم
هاري بلوم (بالألمانية: Harry Blum )‏ (و. 1944 – 2000 م) هو سياسي، من ألمانيا، كان عضوًا في الاتحاد الديمقراطي المسيحي، توفي عن عمر يناهز 56 عاماً.

## مناصب
تولى منصب عمدة.

## التعليم
تعلم في جامعة كولونيا.